# Villafranca Tirrena
Villafranca Tirrena ist eine Stadt der Metropolitanstadt Messina in der Region Sizilien in Italien mit 7924 Einwohnern (Stand 31. Dezember 2023).

## Lage und Daten
Villafranca Tirrena liegt 23 km westlich von Messina. Die Einwohner arbeiten hauptsächlich in der Landwirtschaft und im Tourismus. 
Am Ort vorbei führt die Autobahn A20/E90. Villafranca Tirrena hat einen Bahnhof, der an der Bahnstrecke  Bahnstrecke Fiumetorto–Messina liegt. Die Fahrzeit nach Messina Centrale beträgt etwa 15 Minuten.
Die Nachbargemeinden sind Messina und Saponara. 

## Geschichte
Der Ort wurde bereits in aragonischer Zeit erwähnt. Im 16. Jahrhundert war der Ort ein Lehen der Familie Cottone.

## Bauwerke
Das Schloss wurde 1590 von Stefano Cottone erbaut. In der Pfarrkirche San Nicolo befindet sich ein bemaltes Holzkreuz aus dem 16. Jahrhundert und eine Marmorstatue der Madonna mit dem Kind.